# Triplectides volda
Triplectides volda là một loài Trichoptera trong họ Leptoceridae. Chúng phân bố ở miền Australasia.